# Јувал Дор
Јувал Дор (хебр. יובל דור, романизовано Yuval Dor; Холон, 10. децембар 1950) израелски је певач, композитор, песник, синхронизатор који је популарност стекао као члан најпопуларније израелске поп-групе свих времена Hakol Over Habibi. 

## Биографија
Студије музике и клавира завршио је у класи професора Арије Вардија, дипломирао је психологију на Универзитету Бар Илам у Рамат Гану, а мастер студије на тему арт терапија у Бостону. 
Музиком је почео да се бави током служења војног рока у Војсци Израела, а касније је заједно са Амијем Манделманом, Кики Ротштајн и Шломит Ахарон основао поп-групу Hakol Over Habibi., која ће у наредне три деценије стећи статус најпопуларније израелске музичке групе свих времена. 
Заједно са групом Нakol Over Habibi представљао је Израел на Евросонгу у Даблину 1981, а њихова песма Halayla (у преводу Вечерас) заузела је укупно 7. место са 65 освојених поена. Група је током више од три деценије постојања објавила 11 студијских албума, а сам Јувал је радио музику и текст за већину песама. 
Крајем 1980-их играо је у хебрејској верзији мјузикла Јадници и Blood Brothers, а потом је посуђивао свој глас у хебрејским  синхронизацијама анимираних филмова као што су Књига о џунгли, 101 далматинац, Шрек, Шрек 2, шрек 3 и многих других. 
Био је у браку са колегицом из бенда Шломит Ахарон, са којом има двоје деце, кћерку Талију која глумица и сина Данијела. Од 1992. специјализовао се за психотерапију. 